# Villafranca Tirrena
Villafranca Tirrena là một đô thị ở tỉnh Messina trong vùng Sicilia của Italia, có vị trí cách khoảng 180 km về phía đông của Palermo và vào khoảng 12 km về phía tây bắc của Messina. Tại thời điểm ngày 31 tháng 12 năm 2004, đô thị này có dân số 8.921 người và diện tích là 14,3 km².
Đô thị Villafranca Tirrena có các frazioni (các đơn vị cấp dưới, chủ yếu là các làng) Serro, Divieto, Castelluccio, Castello, và Calvaruso.
Villafranca Tirrena giáp các đô thị: Messina, Saponara.